# White Lake (Karolina Północna)
White Lake – miasto w Stanach Zjednoczonych, w stanie Karolina Północna, w hrabstwie Bladen.